# Mercedes-Benz Antos
L'Antos est un modèle de camion fabriqué par Mercedes-Benz depuis 2012 comme remplaçant du Axor.

## Historique

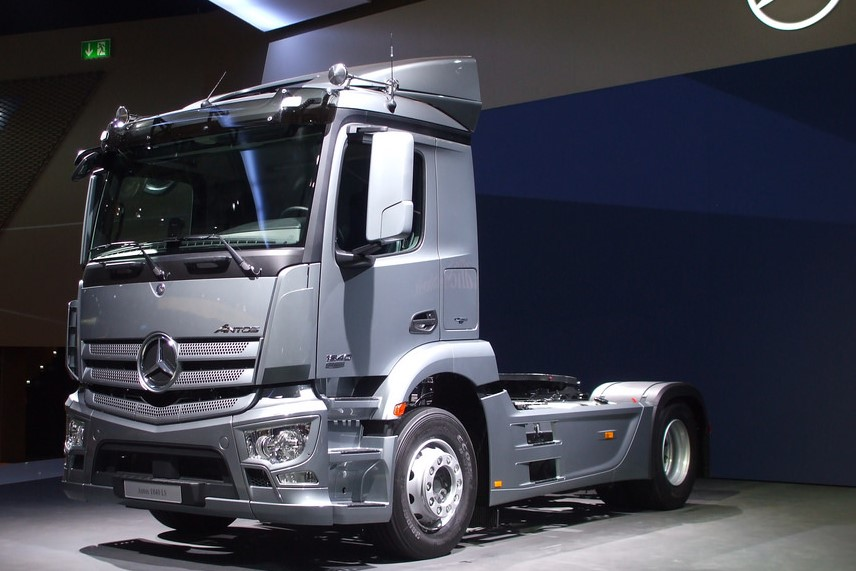
Mercedes Antos au IAA de Hanovre

L'Antos est présenté en septembre (2012) à Hanovre.

## Caractéristiques
Il débute avec un PTAC de 18 tonnes et est disponible en tracteur ou en porteur.
Il répond à la norme Euro 6 avec des moteurs BlueTec de 235 à 500 ch.
Ce véhicule a pour vocation les trajets en zone courte, la distribution en messagerie ou en petits lots. Du fait de son utilisation l'Antos bénéficie de cabines adaptées aux descentes et montées répétées du conducteur dans la journée, cela se caractérise par un seuil de cabine bas comprenant au maximum 3 marches pour accéder au poste de conduite.
Différentes configurations sont proposés :les 4X2 et 6X2 sont les 2 configurations les plus nombreuses.